# Orthosia grisea
Orthosia grisea là một loài bướm đêm trong họ Noctuidae.